# Rue de Lagny (Montreuil, Saint-Mandé & Vincennes)
Pour les articles homonymes, voir Rue de Lagny.
La rue de Lagny est un des axes importants de Montreuil, Saint-Mandé et Vincennes. 

## Situation et accès

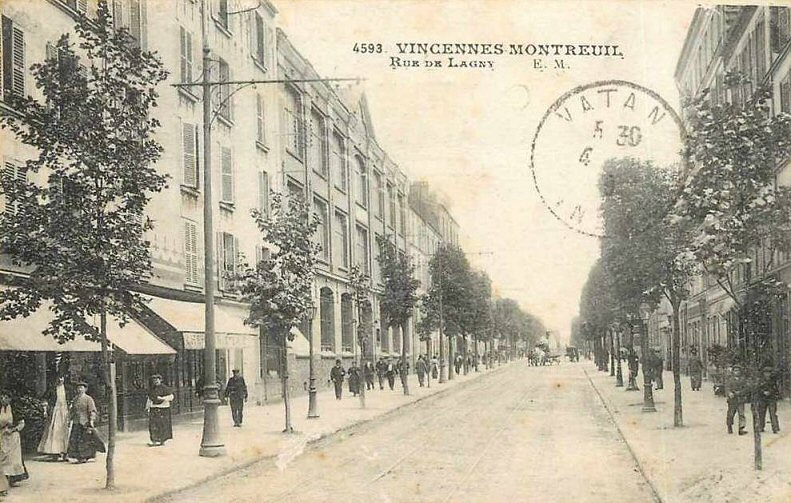
Rue de Lagny, Vincennes-Montreuil.

L'avenue suit le tracé de la route départementale 143A et marque la limite de Vincennes et de Montreuil, Saint-Mandé et Montreuil ainsi que des départements de la Seine-Saint-Denis et du Val-de-Marne.
Elle commence son trajet au carrefour de l'avenue Léon-Gaumont et de la rue du Commandant-L'Herminier  dans l'axe de la rue de Lagny à Paris avec laquelle elle formait autrefois une seule voie de circulation.
Elle rencontre l'avenue Joffre, anciennement rue d'Alsace-Lorraine. Elle longe ensuite le cimetière, et se termine à la rue de Fontenay.
C'est le point le plus bas du quartier du Bas-Montreuil, à 50 mètres d’altitude.

## Origine du nom

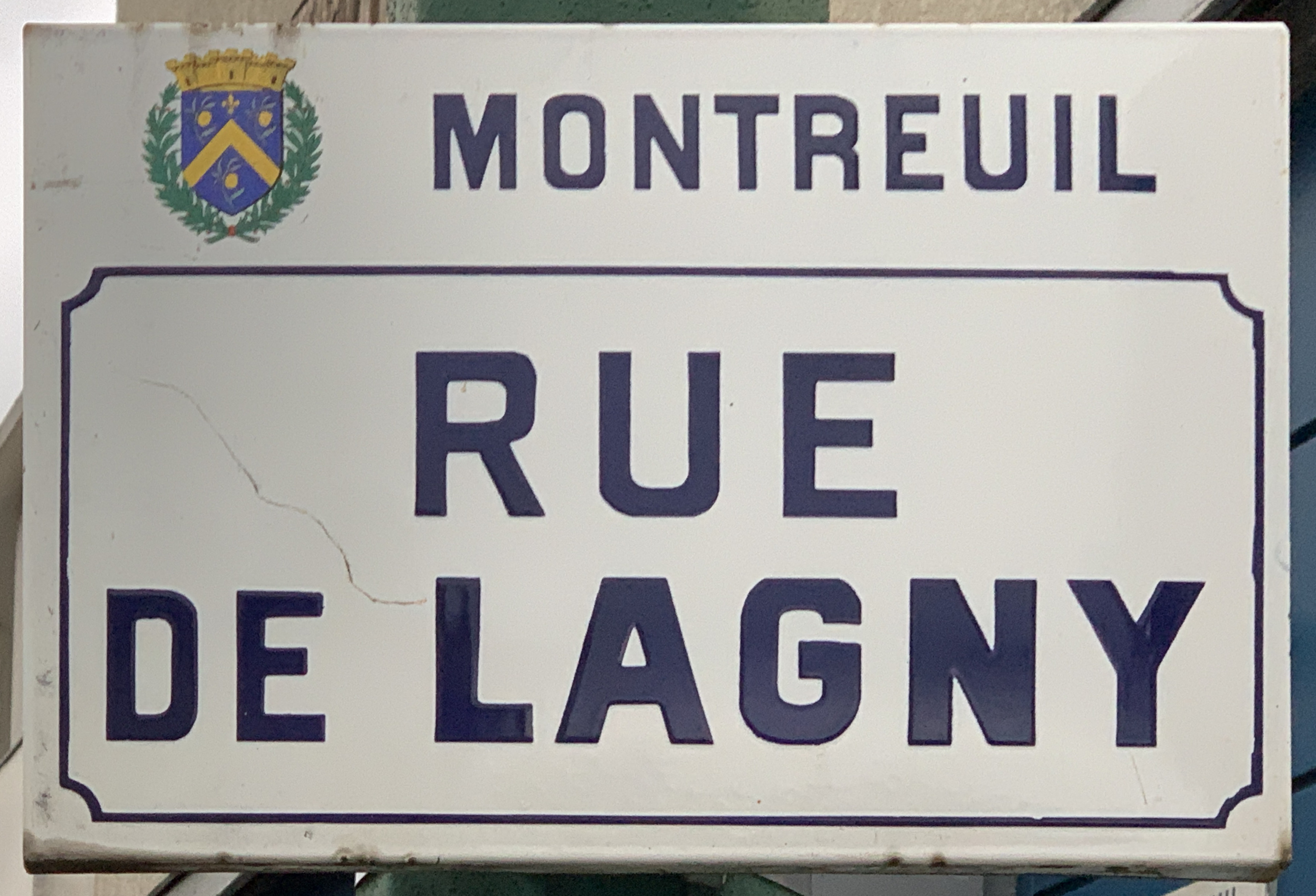
Plaque de la rue à Montreuil.
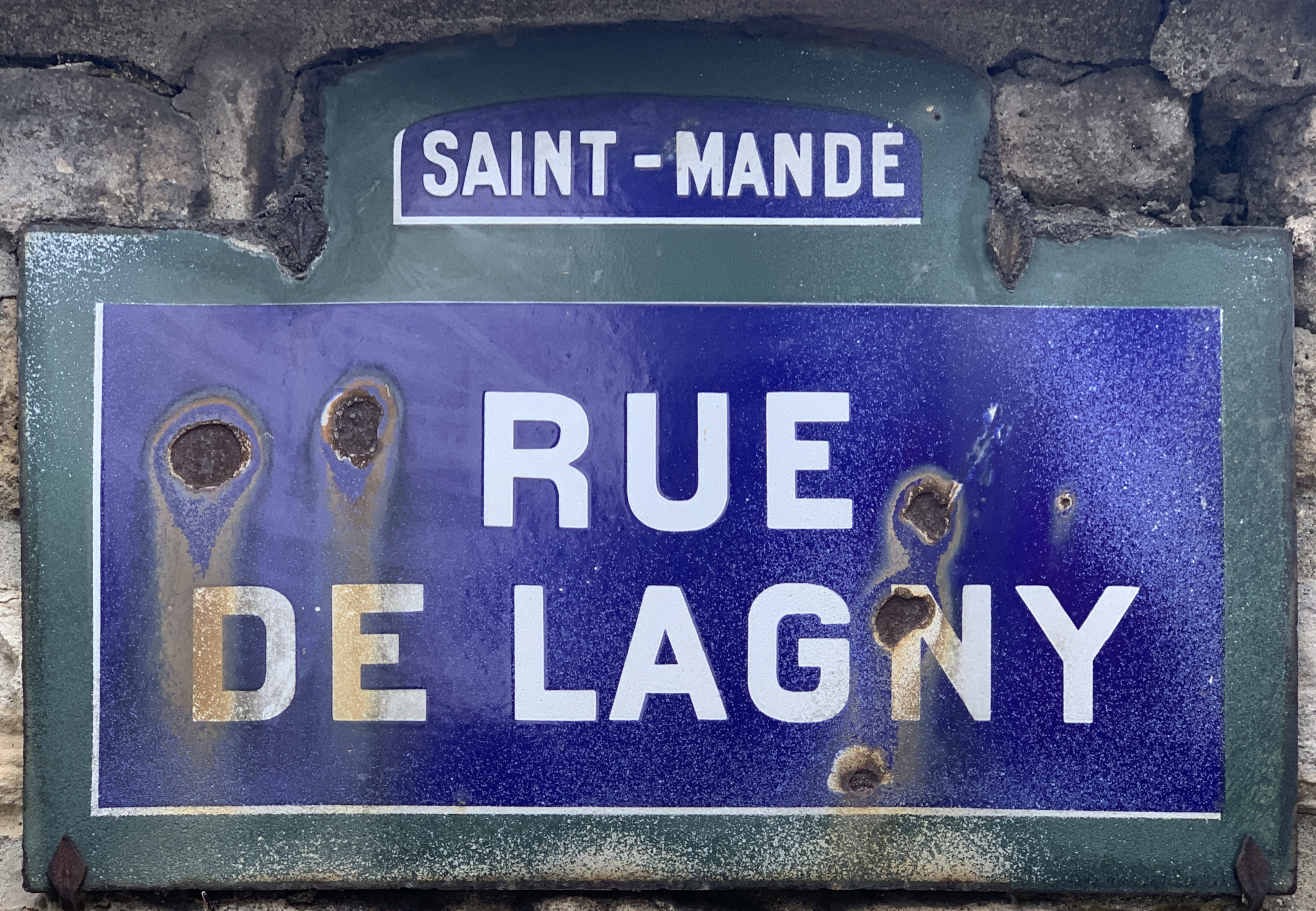
Plaque de la rue à Saint-Mandé.
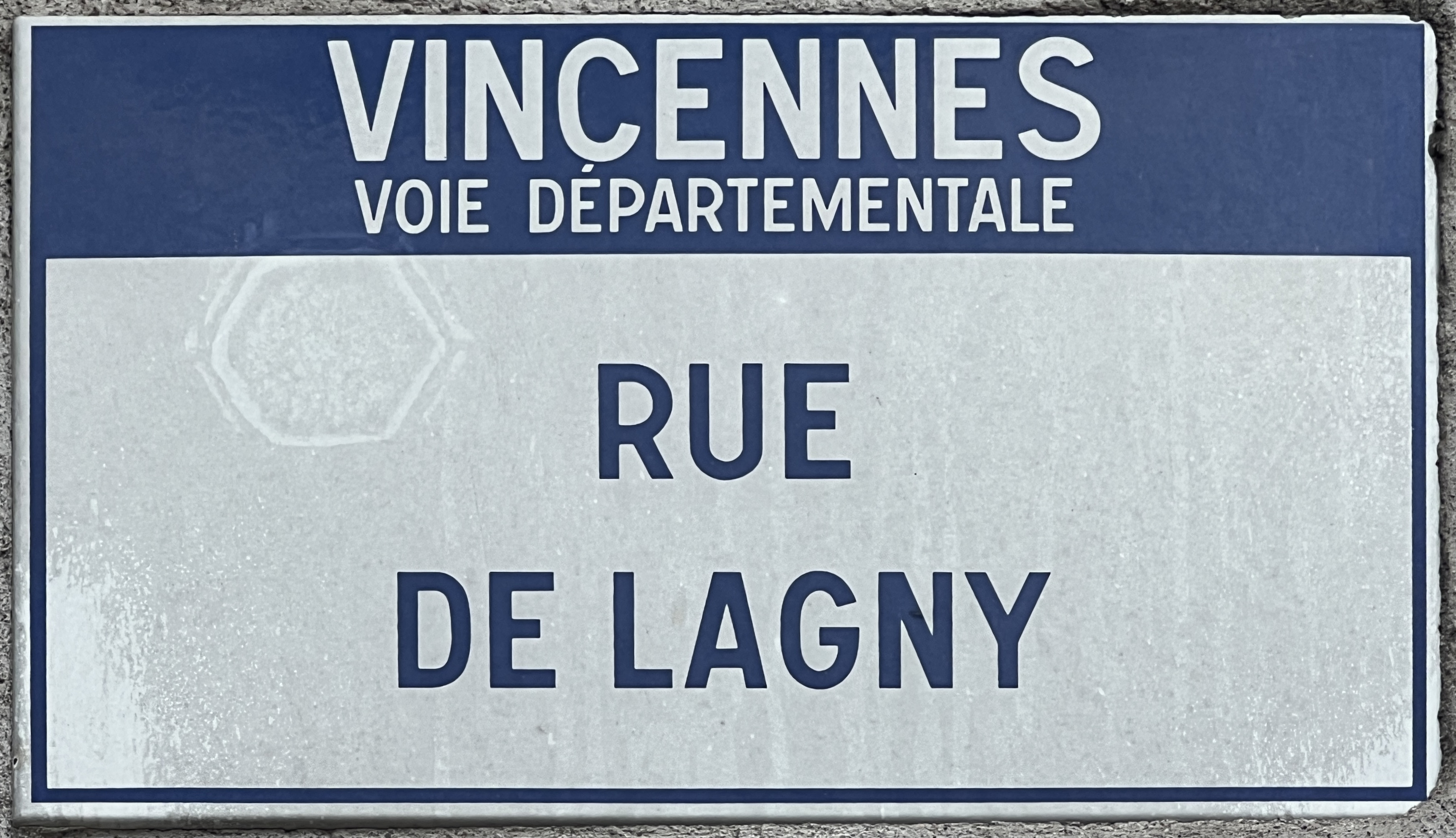
Plaque de la rue à Vincennes.

Cette voie de communication se dirige vers la ville de Lagny-sur-Marne, en longeant la rivière du même nom.

## Historique

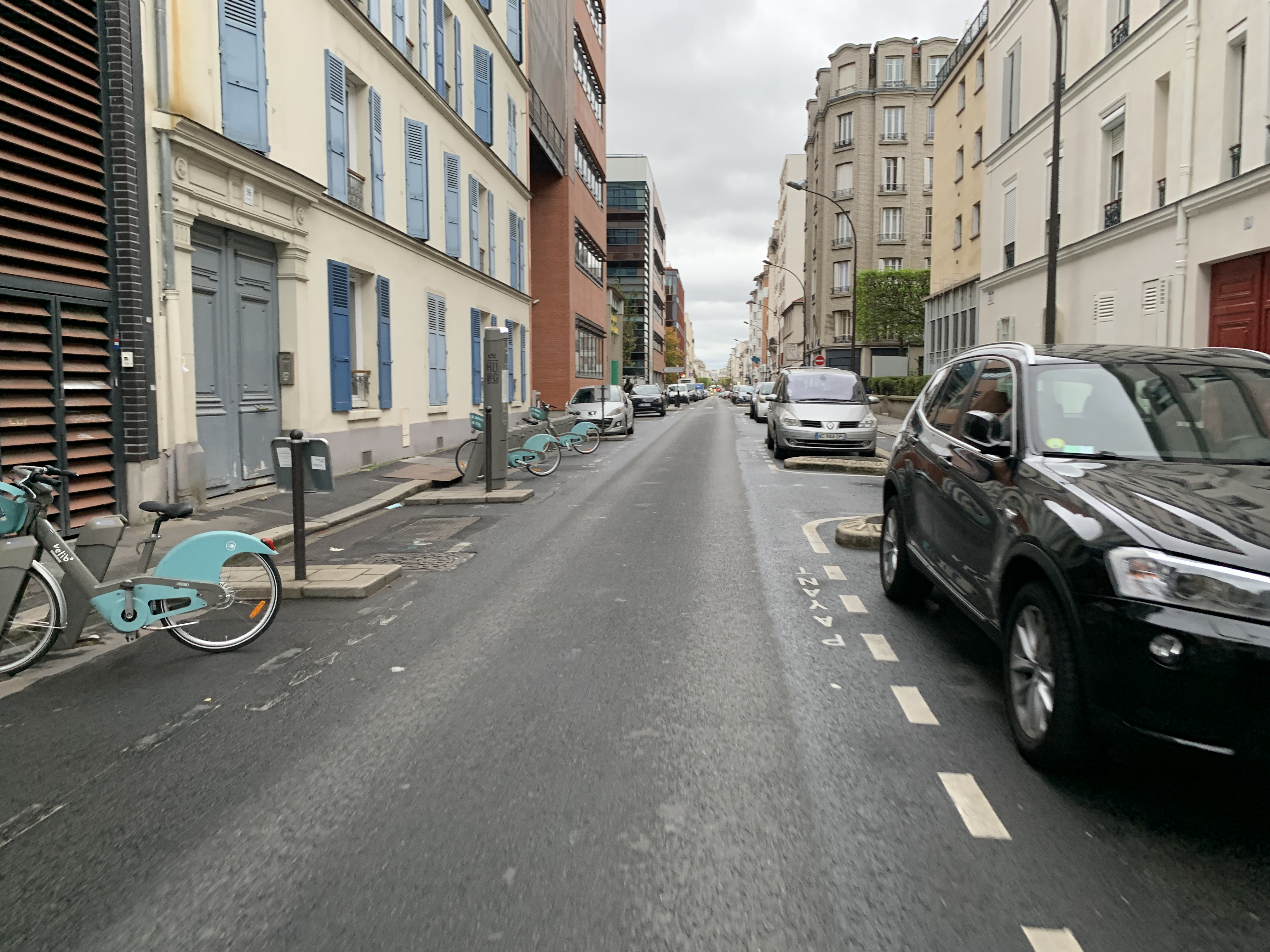
La rue en octobre 2020.

Avant 1850, le terrain entre cette rue et la rue de Paris était fait de vignobles.
Ce quartier s'est fortement industrialisé au XIXe siècle. Il reste aujourd'hui de nombreuses édifices de cette période,.
Le 11 mars 1918, durant la Première Guerre mondiale, le no 10 rue de Lagny est touché lors d'un raid effectué par des avions allemands.
Une partie de la rue, qui était autrefois le chemin vicinal ordinaire n°7, fut annexée à Paris par décrets des 18 avril 1929 et 27 juillet 1930.

## Bâtiments remarquables et lieux de mémoire
- Cimetière Nord de Saint-Mandé
- Cette rue était parcourue par la ligne 6 des Chemins de fer nogentais qui reliait la place de la République à Paris à la gare du Raincy - Villemomble - Montfermeil.
- Cheminée et séchoirs à bois de l'ancien entrepôt Hugon[8].
- Au no 87, ancienne scierie Cavillet, installée à cet endroit en 1871, remplacée en 1894 par la Société parisienne de bois tranché et déroulé, qui deviendra la Société parisienne de tranchage et de déroulage (SPTD)[9],[10].